# Santa Magdalena de Batea
Santa Magdalena de Batea és una església de Batea (Terra Alta) inclosa a l'Inventari del Patrimoni Arquitectònic de Catalunya.

## Descripció
Capella, datada el 1763 i reformada el 1918, fa uns 7 x 3,5 m. de planta. La façana i els reforços estan fets amb carreus i la resta amb maçoneria. Està coberta a dues aigües -originalment amb lloses de pedra- amb teula àrab sobreposada. Dues finestres laterals il·luminen la nau. Aquest temple fou ampliat, guanyant uns tres metres per la part de davant, on hi ha les finestres, avançant la façana. Aquesta, presenta una porta de mig punt adovellada.

## Història
Trobem una inscripció sobre la porta que diu: "AÑO 1769/ A ÐVOCIO/Ð PEDRO ?A/ADRIA MER/POR MANO DE LAM/BERTO ESPADA".